# Aromobates
Aromobates is een geslacht van kikkers uit de familie Aromobatidae (vroeger: Discoglossidae).
Het geslacht werd in 1991 beschreven door Charles William Myers, Alfredo Paolillo O. en John William Daly om er een nieuwe kikkersoort, Aromobates nocturnus in onder te brengen die in de Venezolaanse Andes was ontdekt. Zij deelden het geslacht in bij de familie Dendrobatidae (pijlgifkikkers). Omdat de kikker als verdediging een onaangename geur verspreidt kozen zij de geslachtsnaam Aromobates (van aroma + bates (=kikker) naar analogie met andere geslachtsnamen in de familie Dendrobatidae).
Er zijn achttien soorten, waaronder twee soorten die in 2011 voor het eerst werden beschreven en vier soorten die pas in 2012 werden beschreven. Alle soorten komen voor in delen van Zuid-Amerika in de landen Venezuela en Colombia.

## Soorten
- Aromobates alboguttatus (Boulenger, 1903)
- Aromobates cannatellai Barrio-Amorós & Santos, 2012
- Aromobates capurinensis (Péfaur, 1993)
- Aromobates duranti (Péfaur, 1985)
- Aromobates ericksonae Barrio-Amorós & Santos, 2012
- Aromobates haydeeae (Rivero, 1978)
- Aromobates leopardalis (Rivero, 1978)
- Aromobates mayorgai (Rivero, 1980)
- Aromobates meridensis (Dole & Durant, 1972)
- Aromobates molinarii (La Marca, 1985)
- Aromobates nocturnus Myers, Paolillo-O. & Daly, 1991
- Aromobates ornatissimus Barrio-Amorós, Rivero & Santos, 2011
- Aromobates orostoma (Rivero, 1978)
- Aromobates saltuensis (Rivero, 1980)
- Aromobates serranus (Péfaur, 1985)
- Aromobates tokuko Rojas-Runjaic, Infante-Rivero & Barrio-Amorós, 2011
- Aromobates walterarpi La Marca & Otero-López, 2012
- Aromobates zippeli Barrio-Amorós & Santos, 2012

Aromobates · Mannophryne